# Naftna industrija Srbije
Naftna industrija Srbije (NIS, kyrillisch Нафтна индустрија Србије – НИС; Bedeutung: Petroleum Industrie Serbien) ist ein Öl-Unternehmen aus Serbien. Es wurde 1991 gegründet und 2008 an Gazprom verkauft.
Die Haupttätigkeit des Unternehmens ist die Exploration von Gas und Öl in Serbien (vor allem in der Vojvodina) und die Herstellung, Einfuhr, Verarbeitung, Transport und Vermarktung von Kohlenwasserstoffen (Öl und Gas). NIS hat seinen Sitz in Novi Sad.

## Vermögen
Im Jahr 2007 erzielte NIS einen Gewinn von rund 9 Mrd. RSD (US $ 170 Millionen). NIS hat 11.000 Mitarbeiter, betreibt 500 Tankstellen in ganz Serbien, Bosnien und Herzegowina und Montenegro. Die Pančevo Ölraffinerie veredelt jährlich 4,8 Millionen Tonnen Rohöl, die Novi Sad Ölraffinerie veredelt jährlich 2,6 Mio. Tonnen Erdöl. Diese, sowie die Gas-Raffinerie in Elemir in der Nähe von Novi Sad, sind Eigentum von NIS.

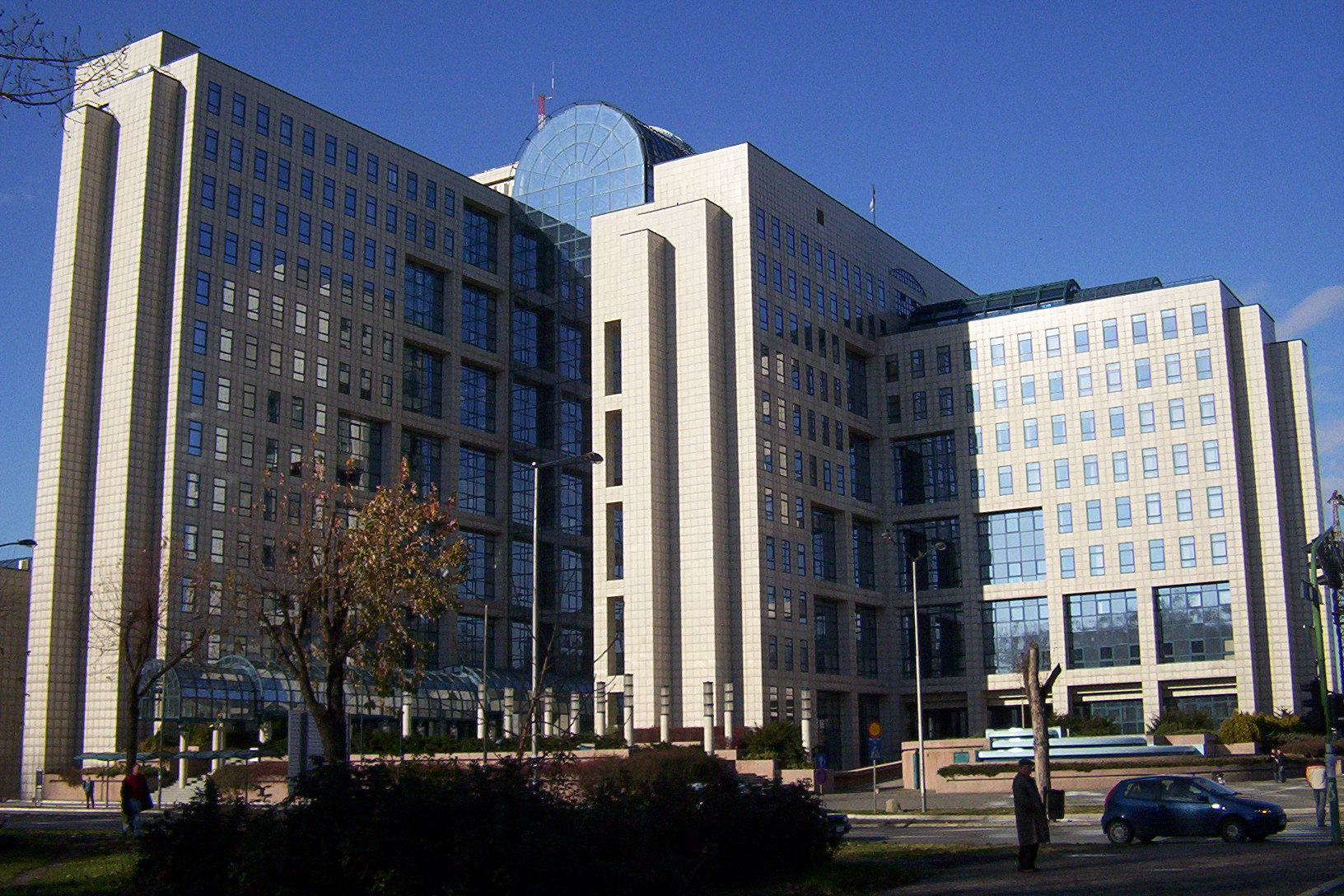
NIS-Hauptsitz in Novi Sad

## Die Privatisierung
Die Privatisierung des Unternehmens begann im Jahr 2007. Mehrere Unternehmen, darunter auch Gazprom, MOL, OMV, Hellenic Petroleum, Rompetrol und Lukoil hatten ihr Interesse am Erwerb des Unternehmens bestätigt. Am 25. Januar 2008 unterzeichneten Serbien und Russland eine Vereinbarung, nach der 51 % der NIS-Aktien an Gazprom für 400 Mio. € verkauft wurden. Neben den Verträgen mit Gazprom ist der Kontakt über die Aufnahme Serbiens in das South-Stream-Projekt und den Bau einer Gas-Reserve in Banatski Dvor wieder aufgenommen worden.